# Eutrepsia valbum
Eutrepsia valbum là một loài bướm đêm trong họ Geometridae.